# Violeta de genciana
Violeta de genciana (violeta cristal, Violeta de Metila 10 B, com nome científico (químico) de cloreto de pararosanilina) é um conhecido agente antisséptico e antimicótico, corante primário usado no processo de coloração de Gram, e talvez o mais importante agente identificador de bactérias em uso na atualidade, e é também usado em hospitais para o tratamento de queimaduras sérias e outras lesões da pele e gengivas. Normalmente preparado como uma solução diluida (aprox. 1%) em água, é usada pincelada sobre a pele ou gengivas para o tratamento ou prevenção de micoses. Violeta de genciana não requer prescrição médica (nos EUA), mas neste país não é facilmente encontrável em farmácias. Absorventes íntimos tratados com violeta de genciana são algumas vezes usados para aplicações vaginais.
Violeta de genciana também é conhecida como Andergon, Violeta de anilina, Axuris, Badil, Violeta Básico 3, Violeta Brilhante 58, Gentiaverm, Violeta de Metila 10 BNS, Pyoktanin, Vianin, Viocid, e Viola Crystallina.

## Usos
É usado no Brasil em rações para aves, assim como para carimbar cortes de carne em matadouros (procurar legislação atualizada para seu uso). (O uso deste aditivo químico em rações para alimentação animal no Brasil foi proibido pelo Ministério da Agricultura, através da Instrução Normativa N° 34, de 13 de setembro de 2007)
Também é utilizado por algumas pessoas para tingir os cabelos, mas não é indicado sem o apoio do uso de um condicionador ou um creme para fios ressecados, pois a solução costuma ser vendida diluída em álcool, que resseca os fios e deixa-os fracos e quebradiços.
É usado também em cirurgia plástica, dermatologia e Medicina Estética para demarcação da pele.
De maneira similar, é usado para marcação de piercings na língua.
Muito comum seu uso para curar a estomatite e aftas em geral.

## Precauções
A FDA (Food and Drug Administration) EUA tem determinado que violeta de genciana não tem sido mostrado por adequados dados científicos ser seguro para uso em rações animais. O Uso de violeta de genciana em rações animais causa a adulteração do alimento e uma violação da legislação Federal Food, Drug, and Cosmetic Act. 21CFR589.1000.
O pior efeito colateral comum do violeta de genciana é manchar a pele e tecidos, mas se usados sobre ulcerações feridas abertas pode causar manchas permanentes indesejadas (tatuagens indesejadas). Considera-se geralmente seguro para o uso em crianças e mães amamentando. Foi aplicado mesmo à boca e aos bordos de infantes prematuros, e tem um historia longa de uso seguro. Muitos recomendaram-no para o entorno do mamilo, e a La Leche League lista o violeta de genciana como uma alternativa possível, entretanto, em quantidades grandes, violeta de genciana pode conduzir à ulcerações da boca e da garganta de um bebê e é ligada com o câncer da boca. Dr. Sears recomenda usá-lo frugalmente. Violeta de genciana tem sido ligado ao câncer no trato intestinal de outros animais.
Ao usar peles ou revestimentos quaisquer coloridos por violeta de genciana, cuidado deve ser tomado em misturar concentrações baixas somente do cristal em água morna. Isto evita que o material alcance uma tonalidade dourada. Adicionalmente, os revestimentos impermeáveis devem ser esfregados levemente com esponjas, lãs de aço, ou lixas finas antes de tingir-se.